# Melitaea roccii
Melitaea roccii är en fjärilsart som beskrevs av Turati 1921. Melitaea roccii ingår i släktet Melitaea och familjen praktfjärilar. Inga underarter finns listade i Catalogue of Life.